# Goldburg (zřícenina zámku)
Goldburg patří k šlechtickému rodu Althanů. Jejich zámek byl kdysi nádhernou stavbou v okrese St. Pölten Dolních Rakousích.
Dnes zůstávají jen zbytky zdi zahrady v centru Murstettenu.

## Historie
V letech 1140 až do roku 1529 stál v areálu hradu Murstettenu, který sňatkem získal Althan. Během prvního obléhání Vídně Turky byl hrad zcela zničený.

### Stavba Goldburgu
V roce 1580 Althan začal stavět nad stavbou bývalého hradu Goldburg ve stylu italské renesance. Roku 1644 byla dokončena stavba barokního zámku. V roce 1683 byl zámek v období druhého oblékání Vídně Turky opět poškozený, přesto po roce 1706 za hraběte Gundackera z Althanu (1665-1747) Johann Bernhard Fischer z Erlachu (1656-1723) ještě stavbu nádherněji přestavěl.

### Sláva Goldburgu
Císař Karel VI. (1685-1740), císařovna Marie Terezie (1717-1780) a císař Josef II. (1741-1790) prominentní hosty hostili na Goldburgu u hraběte Gundackera z Althanu, který v té době byl dvorním radou. Po smrti hraběte se rodina v roce 1747 přesídlila na Zwentendorf an der Donau.
V roce 1809 se v Murstetten Napoleonovi vojáci v uprázdněném Goldburgu obytovali. Když po prohýřené noci na zámeckém dvoře byl probodnut voják, nechal velitel bez okolků Goldburg vypálit. Potom už nebyl zámek znovu vybudován.

### Goldburg dnes
Dnes je areál v rozbujelém hloží pod památkovou ochranou. Vlastníci stále ještě bydlí ve Zwentendorfu.
Nad farním kostelem se najdou na okraji Haspelwaldu ještě nepoškozené Mausoleum, a dá se tušit minulá krása Goldburgu.